# Joyent
Joyent是总部设在旧金山的一家软件服务公司。该公司是一家专门从事云计算的领先的基础设施即服务公司。2016年6月15日，该公司被三星电子收购。

## 服务
Joyent的托管单元Triton旨在与亚马逊的EC2云竞争，并为大型企业提供基础架构即服务 （IaaS）和平台即服务（PaaS）。
该托管业务活跃于在线社交网络游戏领域 ，为THQ，Social Game Universe和Traffic Marketplace等公司提供服务。
该公司早期还托管了Twitter。其他客户还包括LinkedIn，Gilt Groupe和Kabam。
2013年6月，Joyent以Manta的名义引入了对象存储服务，并于2013年9月与网络设备供应商Riverbed合作，提供了一种廉价的内容交付网络。2014年2月，Joyent宣布与Canonical合作，提供虚拟Ubuntu计算机。 

## 软件
Joyent公司使用且支持开源项目，包括Node.js和SmartOS。该公司于2011年8月开源了SmartOS。 
Joyent公司在其托管服务上运行的开发栈演变为了现在的Triton数据中心，为大型硬件公司如戴尔提供服务。

## 历史
Joyent由David Paul Young于2004年秋天创立，并于2005年7月成立公司，由Young担任执行官兼董事。早期的种子资金中有一些来自彼得·泰尔。 
Joyent早期产品之一是名为Joyent Connector的在线协作工具，它是一种异常巨大的Ruby on Rails应用程序，在2005年10月的Web 2.0会议上进行了演示，并在2006年3月启动，在2007年开源，并在2011年8月被停止。 
2005年11月，Joyent与TextDrive合并。Young成为合并后的公司的首席执行官，而TextDrive的首席执行官Dean Allen成为Joyent Europe的总裁兼董事。
合并后公司的首席技术官Jason Hoffman（来自TextDrive）率先从TextDrive最初专注于的应用程序托管转移到大规模分布式系统，从而将重点放在向服务提供商的云计算软件和服务上。Allen于2007年离开公司。 
Young于2012年5月离开公司，Hoffman接任临时首席执行官，直到2012年11月任命亨利·瓦西克为止。2013年9月，霍夫曼辞去了公司首席技术官一职，并于下个月在爱立信（Ericsson）担任了新职位。布莱恩·坎特里于2014年4月被任命为首席技术官，Mark Cavage担任副总裁。 
该公司有收购和撤资的历史。2009年，Joyent收购了Reasonally Smart，一家产品基于JavaScript和Git的初创公司。2009年，它把Strongspace和Bingodisk都卖给了ExpanDrive。在2010年，Joyent收购了在温哥华的创业公司LayerBoom，该公司提供用于管理在Windows和Linux上运行的虚拟机的解决方案。
2016年6月16日，三星宣布将收购Joyent。
2019年6月6日，Joyent宣布其Triton公共云将在2019年11月9日关闭。

## 融资
2004年，TextDrive通过众筹将自己打造成了托管公司：邀请客户投资以换取公司整个生命周期内的免费托管服务。TextDrive和后来的Joyent重复了多次筹款程序，以避免避开风险投资市场，并开始陷入困境。由于缺乏领导力而受到可靠性问题的困扰，用户不得不离开去寻找其他托管服务。Joyent于2009年11月首次从Intel和Dell筹集了风险投资。Joyent的早期机构投资者包括El Dorado Ventures，Epic Ventures，Peter Thiel（种子轮），英特尔投资（A轮，B轮），Greycroft Partners（A轮，B轮），Liberty Global（B轮）。2012年1月，Joyent从Weather Investment II，Accelero Capital和TelefónicaDigital获得了新一轮融资，总计8500万美元。2014年10月，Joyent从现有投资者那里又筹集了1500万美元的D系列资金。